# 事先授權
事先授權（英語：Prior authorization）是美國一些醫療保險公司採用的使用管理流程，對醫療系統預定要提供的療程、服務、或是藥物，事先必須經保險公司（付款人）同意，之後理賠申請才會被接受。這種流程的目的是為顧及安全，以及節省成本。但因為這種做法成本高昂，而且耗費時間，而受到醫生的批評。

## 概述
事先授權是美國一些保險公司或是第三方管理者在同意覆蓋某些處方藥或醫療程序費用之前所做的檢查。保險公司要求事先授權的資料包括患者年齡、醫療必要性、是否有通用名藥物作替代、或是檢查所開立的藥物是否會發生藥物相互作用。對於申請，或是保險公司直接予以拒絕，或是會要求患者採用稱為“逐步療法（另稱“fail first”）的做法。即患者遵循保險公司建議的做法（通常是基於較具成本效益，或是更安全的理由），確定無效之後，保險公司才會同意對不同的的做法提供覆蓋。

## 流程
當醫療衛生提供者為患者提出申請之後，即進入事先授權的流程。這種流程因不同保險公司而有差異，但通常都包含填寫並把申請表格傳真到相關單位；根據一份在2018年發表的報告，申請流程中有88%是部分或完全由手動處理。
而後申請或被批准，或是受到拒絕，不然就可能需要申請單位提供更多的信息。如果申請遭到拒絕，醫療衛生提供者可根據自身的醫療審查程序而提出申訴。在某些情況下，保險公司可能要花長達30天的時間來提供批准。

## 措施的目的和成本
保險公司表示，這種授權的目的是透過防止不必要的療程，以及有適當的通用名藥物可用時，則不必開立昂貴的品牌藥處方，而為消費者節省成本。此外, 對於新的處方，有事先授權的話，或有助於防止危險的藥物相互作用發生。根據喬治亞州醫療委員會（ Georgia Composite Medical Board）在2009年發表的報告，有多達800項醫療服務項目需要事先授權。
根據一篇刊載在MJH Life Science and Medical Economics上的文章，作者Jeffrey Bendix表示，醫生對當前的事先授權程序，由於涉及與保險公司互動的時間以及因此而產生的費用感到挫折。一篇發表在2009年健康事務雜誌上的研究報告稱，初級照護醫生每週要花費1.1小時來做事先授權的申請，護理人員每週要花費13.1小時，文職人員要花費5.6小時。一篇刊載在《美國家庭醫學委員會雜誌》上的研究報告說，每位醫生為進行事先授權所花費的年度成本在2,161到3,430美元之間。跟據報導，每次申請的平均成本為10到25美元之間。目前的事先授權做法估計讓美國醫療系統每年花費230至310億美元。

## 立法和技術發展
已有許多立法和技術發展讓使事先授權過程更有效率。美國醫學會在2011年建議採用統一的核准表格，以及運用即時電子處理方式。
這種新世代的事先授權流程是由醫生擬定醫療服務內容、由員工填寫標準化申請表，並經由電子方式送出，回覆可在同一天完成（批准或是拒絕）。如果是拒絕，必須清楚說明理由，俾便醫生有根據，而提出申訴。
2012年2月，馬里蘭州衛生保健委員會（Maryland Health Care Commission）向馬里蘭州議會提交一項計劃，其中包括用於事先授權請求的標準化電子檔案系統。為響應2012年關於電子處方法案，堪薩斯州藥房委員會提倡採用電子化事先授權流程，俾便醫生開立的處方能夠獲得及時的回覆。2013年，亞利桑那州眾議院成立一委員會來研究事先授權程序，並提出建議。此外，華盛頓州參議院在2013年提交一份提案，要求州保險專員制定標準化的事先授權表格。
截至2013年5月，國家處方藥計劃委員會已採用標準化流程來處理電子化事先授權。美國醫學會發現使用電子化事先授權程序之後，每位醫生平均每年可節省約1,742 美元。此外，藥物福利管理公司Prime Therapeutics所做的一項案例顯示，與手動的流程相比，電子事先授權系統可把保險機構回應的時間縮短90%。
由多個醫療衛生組織在2019年發表的共識聲明，支持這種標準化的流程。